# Keno (provincie)
Keno (毛野国, Keno kuni, Kenu kuni, Kenu no kuni) is een voormalige provincie van Japan, gelegen in de huidige prefecturen Gunma en Tochigi. Keno lag naast de provincies Musashi, Mutsu, Shimousa, Hitachi, Echigo, en Shinano.
De provincie werd gevormd door het samenvoegen van Gunma en Tochigi en werd later weer opgesplitst in hoog-Keno (Gunma, Kozuke) en laag-Keno (Tochigi, Shimotsuke).

Kaart met de voormalige Japanse provincies (1868) met Shimotsuke in het rood
Kaart met de voormalige Japanse provincies (1868) met Kozuke in het rood

Aki · Awa (Kanto) · Awa (Shikoku) · Awaji · Bingo · Bitchu · Bizen · Bungo · Buzen · Chikugo · Chikuzen · Chishima · Dewa · Echigo · Echizen · Etchu · Fusa · Harima · Hi · Hida · Hidaka · Higo · Hitachi · Hizen · Hoki · Hyuga · Iburi · Iga · Iki · Inaba · Ise · Ishikari · Iwaki (718) · Iwaki (1868) · Iwami · Iwase · Iwashiro · Iyo · Izu · Izumi · Izumo · Kaga · Kai · Kawachi · Kazusa · Keno · Kibi · Kii · Kitami · Koshi · Kozuke · Kushiro · Mikawa · Mimasaka · Mino · Musashi · Mutsu · Nagato · Nemuro · Noto · Oki · Omi · Oshima · Osumi · Owari · Rikuchu · Rikuzen · Riukiu · Sado · Sagami · Sanuki · Satsuma · Settsu · Shima · Shimōsa · Shimotsuke · Shinano · Shiribeshi · Suo · Suruga · Suwa · Tajima · Tamba · Tane · Tango · Teshio · Tokachi · Tosa · Totomi · Toyo · Tsukushi · Tsushima · Ugo · Uzen · Wakasa · Yamashiro · Yamato · Yoshino